# Orson Welles
George Orson Welles (Kenosha, Wisconsin, 6 de maig de 1915 - Hollywood, Los Angeles, Califòrnia, 10 d'octubre de 1985) va ser un actor, guionista i director de cinema estatunidenc, considerat un dels grans directors de Hollywood, i també un dels més excèntrics.

## Biografia i obra
Després d'estudiar amb professors particulars, ingressà a l'escola Todd de Woodstock (Illinois), el 1926, on desenvolupà les seves inquietuds teatrals com a actor, director i adaptador. Als disset anys (1931) marxà a Irlanda amb la intenció de dedicar-se a la pintura, però fent-se passar per més gran, debutà professionalment com a actor al teatre Gate de Dublín amb l'obra Suss the jew. De nou al seu país, formà part de la companyia McClintic-Cornell (1933-34) amb la qual debutà a Broadway, el 20 de desembre de 1934, amb Romeu i Julieta. Com a director, muntà dues obres amb actors negres, un Macbeth (1935) i Doctor Faustus (1936-37), i el 1937 fundà la seva pròpia companyia, Mercury, amb la qual muntà sis obres fins a 1939. El 1946 va estrenar-se La volta al món en vuitanta dies, la seva adaptació de la novel·la de Jules Verne, musicada per Cole Porter, que fou un fracàs.
A partir de 1937 esdevingué un reconegut actor radiofònic gràcies al seu personatge de L'ombra, però es feu famosa l'emissió en directe, el 30 d'octubre de 1938, de «La guerra dels mons». La dramatització de l'obra homònima d'H.G. Wells fou tan realista que va generar en els oients la creença que realment s'estava produint una invasió marciana, estenent-se el pànic a part de la població. Davant tals successos l'autor va haver de fer unes manifestacions en públic explicant que la realització del programa tan sols tenia com a objectiu l'entreteniment de l'audiència.
Aquests èxits van fer que Hollywood es fixés en ell i pel juliol de 1939 hi anà per signar contracte amb la productora RKO. A la seva arribada, Orson Welles s'interessa per adaptar la novel·la El cor de les tenebres, de Joseph Conrad. La seva intenció és que aquest film fos el seu debut, en comptes de Ciutadà Kane. El seu concepte és ambiciós: vol rodar-la en primera persona, és a dir, identificant el punt de vista de la càmera amb el del protagonista. Així mateix, es va preparar per interpretar a Kurtz, l'antagonista de la novel·la, deixant-se créixer una barba que va ser objecte de burles a l'època. Aquest projecte, no obstant, es va haver de cancel·lar per l'esclat de la Segona Guerra Mundial, que va deixar a Dita Parlo, l'estrella contractada per la pel·lícula, internada a França. Anys després, Robert Montgomery estrena Lady in the lake, rodada en primera persona.
Després de diferents guions desestimats, el maig de 1941 estrenà el seu primer film com a director, actor, coguionista i coproductor, el famós Ciutadà Kane. A aquest seguiren, com a director, i la majoria també com a actor, els films: Els magnífics Amberson (1942), És tot real (1942-43, documental inacabat), El desconegut (1946), La dama de Xangai (1948), Macbeth (1948), Othello (1952), Mr. Arkadin (1955), Touch of Evil (1958), Don Quixot (1960, inacabat), Le Procès (1962), Chimes at Midnight (1966), Una història immortal (1966), F. for Fake (1973) i L'altra cara del vent (1974-75, inacabat).
Com a actor va tenir una decisiva participació en El tercer home (1949), dirigida per Carol Reed, però en la qual la seva influència en la posada en escena sempre s'ha destacat. Casat amb l'actriu Rita Hayworth (1943-1947), els problemes mantinguts amb els productors de Hollywood, va fer que entre 1948 i 1956 visqués a Europa, on tornà al teatre, per darrer cop, en una versió de Rinoceronts de Ionesco, dirigida per Laurence Olivier a Londres (1960). Els darrers anys es dedicà a interpretar personatges secundaris en diverses pel·lícules per tal de finançar el seu darrer projecte, The other side of the wind, inacabada. Va morir a Los Angeles, el 10 d'octubre de 1985.
El març de 2017 Netflix va anunciar que acabaria l'obra The other side of the wind, una sàtira sobre el món de Hollywood.

## Característiques de l'obra

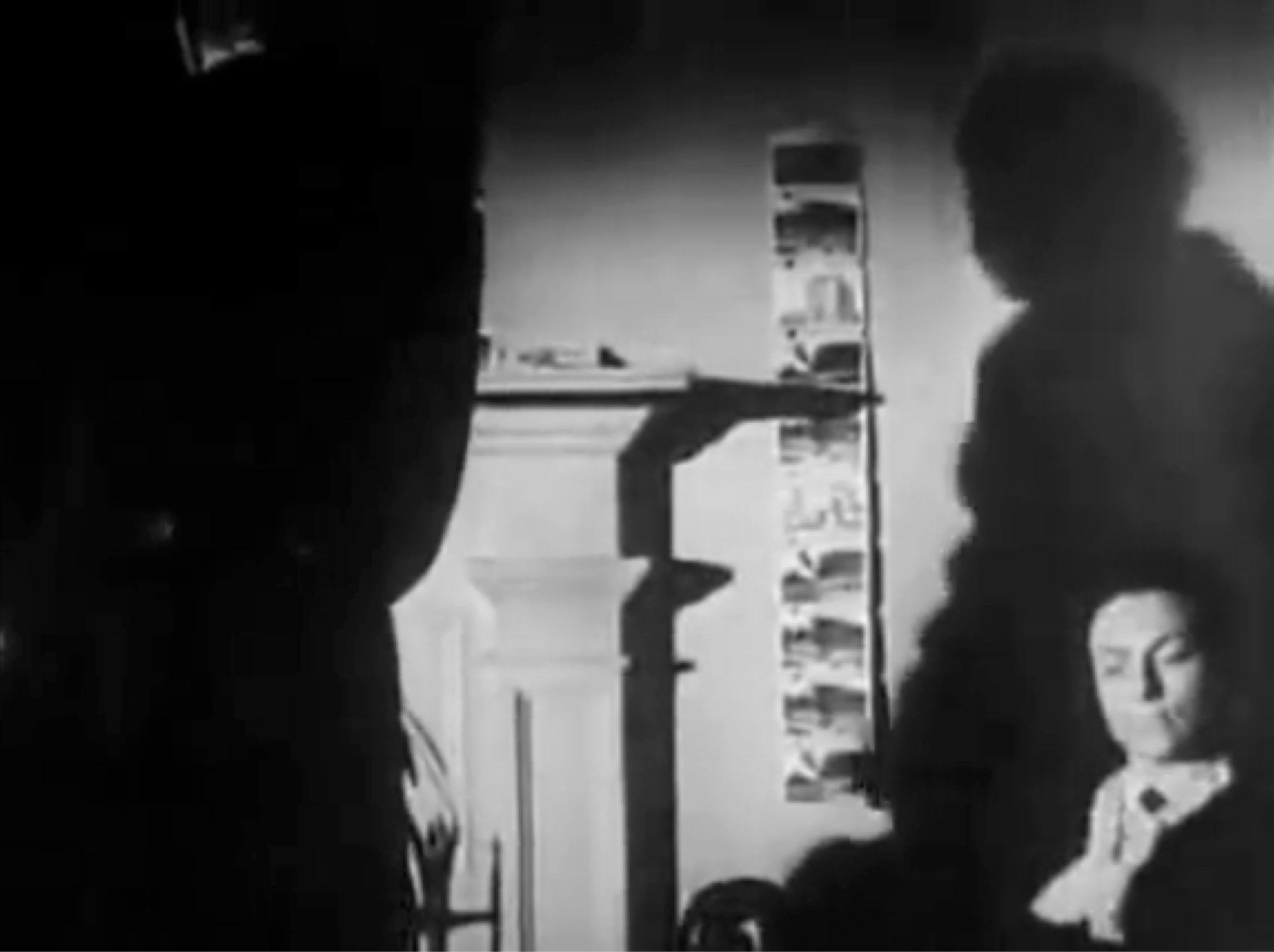
Il·luminació expressionista en un fotograma d'"Els magnífics Amberson".

### Cinema negre
Aquest terme representa un tipus de pel·lícules en el qual es veu expressat el tema etern de la contraposició dualisme entre el Bé i el Mal. Apareixen els aspectes més negatius i abjectes del ser humà: el crim, l'extorsió, la corrupció, l'engany, etc. i personatges representatius com la Dona Fatal. Enfront d'aquesta el detectiu privat que busca incansablement al delinqüent, encara que això sí, tamisat per un marcat cinisme. El característic estil visual que reflectix, tot això no podia ser altre que l'expressionisme caracteritzat per un elevat contrast entre llums i ombres. Dins d'aquest gènere Welles va fer algunes de les seves pel·lícules més destacades com: La dama de Xangai, Istanbul, El desconegut o Touch of Evil.

### Pla seqüència
Welles usava aquesta tècnica de planificació en què la càmera no deixa de rodar durant un temps bastant dilatat, podent usar "travellings" i diferents grandàries de plans i angulacions en el seguiment dels personatges o en l'exposició d'un escenari. Aquest procediment no s'usa habitualment a causa del gran nombre d'elements que han de coordinar-se (actors, càmera, il·luminació, etc.), havent d'iniciar-se de nou des del principi si alguns d'ells falla. Per aquest mateix motiu resulta més costós que una planificació més fragmentada. Un dels més famosos plans seqüència de la història del cinema pertany a l'arrencada de la seva pel·lícula Touch of Evil, en el qual el suspens centrat en quan esclatarà una bomba col·locada en un cotxe que travessa pel centre de la ciutat, es combina amb la presentació de la parella protagonista, tot això embolicat pel ritme sincopat d'un tema de Henry Mancini.

### Gran angular
Des del punt de vista tècnic, altra de les rareses del cinema de Welles és l'ús d'una òptica angular, amb un angle de vista similar al de l'ull humà. Aquest recurs té una sèrie de conseqüències: la deformació de la perspectiva, provocat per l'efecte d'estirament de la imatge i la corba de línies rectes, l'augment de la profunditat de camp…
L'ús d'aquest recurs, juntament amb el gust de Welles pels contrapicats, va provocar que s'hagués d'incloure sostres als seus escenaris, una pràctica poc comuna en l'època. Això va complicar la il·luminació de les escenes, que es va haver de solucionar amb diafragmes molt tancats i llum de gran intensitat, el que provoca els clarobscurs tan característics del cinema de Welles.
Alguns acadèmics situen Erich von Stroheim i John Ford, dos cineastes apreciats per Orson Welles, com precedents d'aquesta tècnica.

## Filmografia

### Director
| Any  | Pel·lícula                                         | Notes                                                              |
| ---- | -------------------------------------------------- | ------------------------------------------------------------------ |
| 1934 | The Hearts of Age                                  | curt                                                               |
| 1938 | Too Much Johnson                                   |                                                                    |
| 1941 | Ciutadà Kane (Citizen Kane)                        | Oscar al millor guió original Nominació − Oscar al millor director |
| 1942 | Els magnífics Amberson (The Magnificent Ambersons) |                                                                    |
| 1946 | El desconegut (The Stranger)                       |                                                                    |
| 1947 | La dama de Xangai (The Lady from Shanghai)         |                                                                    |
| 1948 | Macbeth                                            |                                                                    |
| 1952 | Othello                                            | Gran Premi del Jurat del Festival de Canes                         |
| 1955 | Mr. Arkadin                                        |                                                                    |
| 1958 | Touch of Evil                                      |                                                                    |
| 1958 | The Fountain of Youth                              | curt / TV                                                          |
| 1962 | Le Procès                                          |                                                                    |
| 1965 | Chimes at Midnight                                 | Nominació − Palma d'Or                                             |
| 1968 | The Immortal Story                                 | TV Nominació − Os d'Or                                             |
| 1974 | F for Fake                                         | Documental / assaig                                                |
| 1978 | Filming Othello                                    | Documental                                                         |

### Actor
| Any  | Pel·lícula                                                | Paper                               | Director                                      | Notes                                                  |
| ---- | --------------------------------------------------------- | ----------------------------------- | --------------------------------------------- | ------------------------------------------------------ |
| 1934 | Hearts of Age                                             | Death                               | Orson Welles, William Vance                   |                                                        |
| 1940 | Swiss Family Robinson                                     | Narrador                            | Edward Ludwig                                 | no surt als crèdits                                    |
| 1941 | Ciutadà Kane (Citizen Kane)                               | Charles Foster Kane                 | Orson Welles                                  | Nominació − Oscar al millor actor                      |
| 1942 | Els magnífics Amberson (The Magnificent Ambersons)        | Narrador                            | Orson Welles                                  |                                                        |
| 1943 | Istanbul (Journey into Fear)                              | Coronel Haki                        | Norman Foster                                 | Welles co-director                                     |
| 1944 | Follow the Boys                                           | ell mateix                          | Edward Sutherland                             |                                                        |
| 1944 | Jane Eyre                                                 | Edward Rochester                    | Robert Stevenson                              |                                                        |
| 1946 | Duel in the Sun                                           | Narrador                            | King Vidor                                    |                                                        |
| 1946 | Tomorrow is Forever                                       | John MacDonald, Erich Kessler       | Irving Pichel                                 |                                                        |
| 1946 | El desconegut (The Stranger)                              | Franz Kindler, Prof. Charles Rankin | Orson Welles                                  |                                                        |
| 1947 | La dama de Xangai (The Lady from Shanghai)                | Michael O'Hara                      | Orson Welles                                  |                                                        |
| 1948 | Macbeth                                                   | Macbeth                             | Orson Welles                                  |                                                        |
| 1949 | Black Magic                                               | Cagliostro                          | Gregory Ratoff                                |                                                        |
| 1949 | El tercer home (The Third Man)                            | Harry Lime                          | Carol Reed                                    |                                                        |
| 1949 | Prince of Foxes                                           | Cèsar Borja                         | Henry King                                    |                                                        |
| 1950 | The Black Rose                                            | Bayan                               | Henry Hathaway                                |                                                        |
| 1951 | Return to Glennascaul                                     | Narrador                            | Hilton Edwards                                |                                                        |
| 1951 | Le Petit Monde de Don Camillo                             | Narrador                            | Julien Duvivier                               |                                                        |
| 1952 | Othello                                                   | Othello                             | Orson Welles                                  |                                                        |
| 1952 | Trent's Last Case                                         | Sigsbee Manderson                   | Herbert Wilcox                                |                                                        |
| 1953 | L'Uomo, la bestia e la virtù                              | capità Perella, the Beast           | Steno                                         |                                                        |
| 1953 | Si Versalles s'expliqués (Si Versailles m'était conté...) | Benjamin Franklin                   | Sacha Guitry                                  |                                                        |
| 1954 | Trouble in the Glen                                       | Sanin Cejadory Mengues              | Herbert Wilcox                                |                                                        |
| 1955 | Three Cases of Murder                                     | Lord Mountdrago                     | David Eady, George More O'Ferrall, Wendy Toye |                                                        |
| 1955 | Napoléon                                                  | Hudson Lowe                         | Sacha Guitry                                  |                                                        |
| 1955 | Mr. Arkadin                                               | Gregory Arkadin                     | Orson Welles                                  |                                                        |
| 1956 | Moby Dick                                                 | Father Mapple                       | John Huston                                   |                                                        |
| 1957 | Man in the Shadow                                         | Virgil Renchler                     | Jack Arnold                                   |                                                        |
| 1958 | El llarg i càlid estiu (The Long, Hot Summer)             | Will Varner                         | Martin Ritt                                   |                                                        |
| 1958 | Touch of Evil                                             | capità Hank Quinlan                 | Orson Welles                                  |                                                        |
| 1958 | The Vikings                                               | Narrador                            | Richard Fleischer                             | no surt als crèdits                                    |
| 1958 | South Seas Adventure                                      | Narrador                            | Diversos directors                            | no surt als crèdits                                    |
| 1958 | The Roots of Heaven                                       | Cy Sedgewick                        | John Huston                                   |                                                        |
| 1959 | High Journey                                              | Narrador                            | Peter Baylis                                  |                                                        |
| 1959 | Les Seigneurs de la forêt                                 | Narrador                            | Henry Brandt, Heinz Sielmann                  |                                                        |
| 1959 | Compulsion                                                | Jonathan Wilk                       | Richard Fleischer                             | Premi a la interpretació masculina (Festival de Canes) |
| 1959 | El ferri de Hong Kong (Ferry to Hong Kong)                | capità Hart                         | Lewis Gilbert                                 |                                                        |
| 1960 | David and Goliath                                         | King Saul                           | Ferdinando Baldi, Richard Pottier             |                                                        |
| 1960 | Crack in the Mirror                                       | Hagolin, Lamerciere                 | Richard Fleischer                             |                                                        |
| 1960 | The Battle of Austerlitz                                  | Robert Fulton                       | Abel Gance                                    |                                                        |
| 1961 | La Fayette                                                | Benjamin Franklin                   | Jean Dréville                                 |                                                        |
| 1961 | King of Kings                                             | Narrador                            | Nicholas Ray                                  | no surt als crèdits                                    |
| 1961 | I Tartari                                                 | Burundai                            | Ferdinando Baldi, Richard Thorpe              |                                                        |
| 1962 | Le Procès                                                 | Albert Hastler (L'advocat)          | Orson Welles                                  |                                                        |
| 1962 | Ro.Go.Pa.G.                                               | Film Director                       | Pier Paolo Pasolini                           | segment "La Ricotta"                                   |
| 1963 | The V.I.P.s                                               | Max Buda                            | Anthony Asquith                               |                                                        |
| 1964 | The Finest Hours                                          | Narrador                            | Peter Baylis                                  |                                                        |
| 1965 | A King's Story                                            | Narrador                            | Harry Booth                                   |                                                        |
| 1965 | La Fabuleuse aventure de Marco Polo                       | Akerman, Marco's Tutor              | Denys de La Patellière, Raoul Lévy            |                                                        |
| 1965 | Chimes at Midnight                                        | Sir John (Jack) Falstaff            | Orson Welles                                  | Nominació − BAFTA al millor actor estranger            |
| 1966 | Is Paris Burning?                                         | Consul Raoul Nordling               | René Clément                                  |                                                        |
| 1966 | Un home per a l'eternitat (A Man for All Seasons)         | Cardinal Wolsey                     | Fred Zinnemann                                |                                                        |
| 1967 | Le Désordre a vingt ans                                   | ell mateix                          | Jacques Baratier                              |                                                        |
| 1967 | Casino Royale                                             | Le Chiffre                          | Various directors                             |                                                        |
| 1967 | The Sailor from Gibraltar                                 | Louis de Mozambique                 | Tony Richardson                               |                                                        |
| 1967 | I'll Never Forget What's'isname                           | Jonathan Lute                       | Michael Winner                                |                                                        |
| 1967 | Oedipus the King                                          | Tiresias                            | Philip Saville                                |                                                        |
| 1968 | Tepepa                                                    | Coronel Cascorro                    | Giulio Petroni                                |                                                        |
| 1968 | The Immortal Story                                        | Mr. Charles Clay                    | Orson Welles                                  |                                                        |
| 1968 | Around the World of Mike Todd                             | Narrador                            | Saul Swimmer                                  |                                                        |
| 1968 | House of Cards                                            | Leschenhaut                         | John Guillermin                               |                                                        |
| 1968 | Kampf um Rom I                                            | Emperor Justinian                   | Robert Siodmak                                |                                                        |
| 1969 | Kampf um Rom II - Der Verrat                              | Justinian                           | Robert Siodmak                                |                                                        |
| 1969 | L'estrella del sud (The Southern Star)                    | Plankett                            | Sidney Hayers                                 |                                                        |
| 1969 | La batalla del Neretva (Bitka na Neretvi)                 | Chetnik senator                     | Veljko Bulajic                                |                                                        |
| 1969 | 12 + 1                                                    | Markan                              | Nicolas Gessner, Luciano Lucignani            |                                                        |
| 1970 | Is It Always Right to Be Right?                           | Narrador                            | Lee Mishkin                                   | curtmetratge animat                                    |
| 1970 | A Horse Called Nijinsky                                   | Narrador                            | Jo Durden-Smith                               |                                                        |
| 1970 | La carta del Kremlin (The Kremlin Letter)                 | Bresnavitch                         | John Huston                                   |                                                        |
| 1970 | Start the Revolution Without Me                           | The Narrador                        | Bud Yorkin                                    |                                                        |
| 1970 | Catch-22                                                  | Gen. Dreedle                        | Mike Nichols                                  |                                                        |
| 1970 | Salvador Dalí                                             | Narrador                            | Jean-Christophe Averty                        |                                                        |
| 1970 | Waterloo                                                  | Louis XVIII                         | Serguei Bondartxuk                            |                                                        |
| 1971 | Malpertuis                                                | Cassavius                           | Harry Kümel                                   |                                                        |
| 1971 | Freedom River                                             | Narrador                            | Sam Weiss                                     |                                                        |
| 1971 | Sentinels of Silence                                      | Narrador                            | Robert Amram                                  |                                                        |
| 1971 | Un lloc segur (A Safe Place)                              | The Magician                        | Henry Jaglom                                  |                                                        |
| 1971 | Directed by John Ford                                     | Narrador                            | Peter Bogdanovich                             |                                                        |
| 1971 | La Décade prodigieuse                                     | Theo Van Horn                       | Claude Chabrol                                |                                                        |
| 1972 | Future Shock                                              | Narrador                            | Alexander Grasshoff                           |                                                        |
| 1972 | Get to Know Your Rabbit                                   | Mr. Delasandro                      | Brian De Palma                                |                                                        |
| 1972 | L'illa del tresor (Treasure Island)                       | Long John Silver                    | John Hough                                    |                                                        |
| 1972 | Necromancy                                                | Mr. Cato                            | Bert I. Gordon                                |                                                        |
| 1974 | Ten Little Indians                                        | Voice of Tape                       | Peter Collinson                               | (veu)                                                  |
| 1974 | F for Fake                                                | ell mateix                          | Orson Welles                                  |                                                        |
| 1974 | The Challenge... A Tribute to Modern Art                  | ell mateix                          | Herbert Kline                                 |                                                        |
| 1975 | Who's Out There?                                          | Narrador                            |                                               |                                                        |
| 1975 | Bugs Bunny Superstar                                      | Narrador                            | Larry Jackson                                 |                                                        |
| 1976 | Voyage of the Damned                                      | Estedes                             | Stuart Rosenberg                              |                                                        |
| 1977 | Some Call It Greed                                        | Narrador                            | Tim Forbes                                    |                                                        |
| 1977 | Rime of the Ancient Mariner                               | Narrador                            | Larry Jordan                                  |                                                        |
| 1977 | The Lions of Capitalism                                   | Narrador                            | Tim Forbes                                    |                                                        |
| 1977 | Hot Tomorrows                                             | Parklawn Mortuary (veu)             | Tim Forbes                                    |                                                        |
| 1978 | Mysterious Castles of Clay                                | Narrador                            | Alan Root                                     |                                                        |
| 1978 | Il Grande attacco                                         | Narrador                            | Umberto Lenzi                                 |                                                        |
| 1979 | The Late Great Planet Earth                               | ell mateix, narrador.               | Robert Amram, Rolf Forsberg                   |                                                        |
| 1979 | The Muppet Movie                                          | Lew Lord                            | James Frawley                                 |                                                        |
| 1979 | The Double McGuffin                                       | Narrador                            | Joe Camp                                      |                                                        |
| 1980 | Shōgun (minisèrie)                                        | Narrador                            | Jerry London                                  | minisèrie TV                                           |
| 1980 | Step Away                                                 | Narrador                            | Roberto Ponce, Marcos Zurinaga                |                                                        |
| 1980 | The Greenstone                                            | Narrador                            | Kevin Irvine                                  |                                                        |
| 1980 | The Secret Life of Nikola Tesla                           | J.P. Morgan                         | Krsto Papic                                   |                                                        |
| 1981 | Search for the Titanic                                    | ell mateix                          | Michael Harris                                |                                                        |
| 1981 | The Man Who Saw Tomorrow                                  | Presentador, narrador               | Robert Guenette                               |                                                        |
| 1981 | History of the World: Part I                              | Narrador                            | Mel Brooks                                    |                                                        |
| 1982 | La marca de la papallona (Butterfly)                      | Jutge Rauch                         | Matt Cimber                                   | Nominació − Globus d'Or al millor actor secundari      |
| 1982 | Genocide                                                  | Narrador                            | Arnold Schwartzman                            |                                                        |
| 1982 | Slapstick (Of Another Kind)                               | Father of the Aliens (veu)          | Steven Paul                                   |                                                        |
| 1983 | On és Parsifal? (Where is Parsifal?)                      | Klingsor                            | Henri Helman                                  |                                                        |
| 1983 | Hot Money                                                 | Xèrif Paisley                       | Zale Magder                                   |                                                        |
| 1984 | The Road to Bresson                                       | ell mateix                          | Leo De Boer, Jurriën Rood                     |                                                        |
| 1984 | The Enchanted Journey                                     | Pippo                               | Yakikoto Higuchi                              |                                                        |
| 1984 | In Our Hands                                              | ell mateix                          | Robert Richter, Stanley Warnow                |                                                        |
| 1985 | Almonds and Raisins                                       | Narrador                            | David Elstein, Russ Karel                     |                                                        |
| 1986 | The Transformers: The Movie                               | Unicron (veu)                       | Nelson Shin                                   | produïda el 1985                                       |
| 1987 | Someone To Love                                           | ell mateix                          | Henry Jaglom                                  | filmada el 1985; darrer paper                          |